# Cañadas de Obregón
Cañadas de Obregón är en kommun i Mexiko.   Den ligger i delstaten Jalisco, i den centrala delen av landet, 400 km nordväst om huvudstaden Mexico City. Antalet invånare är 4 152. Arean är 472 kvadratkilometer.
Terrängen i Cañadas de Obregón är kuperad åt sydväst, men åt nordost är den platt.